# 로트링 600
로트링 600은 독일의 기업인 로트링(rotring)에서 만든 샤프 펜슬이다.

## 외관
전체적으로 파우더 마감처리되어 매트한 느낌을 살려준다.
로트링 특유의 빨간 링이 노브 부분에 달려있다. 심경도계가 있으며, HB/F/H/2H/4H/2B/B의 7개 경도를 표시할 수 있다. 샤프 바디의 대부분이 황동으로 되어 있어서 묵직하다. 황동을 가공하는 데 단가가 많이 들기 때문에 가격도 비싸다.
몇몇 제품의 로고 쪽에 사출 자국이 있으니 구매할 때 주의해야 한다. 프린팅 부분은 제품에 따라 다르지만, 일본에서만 유통되던 준구형만 간단하게 심경만 표시되어 있다. 나머지도 약간은 차이가 있지만 위의 사진과 같이 거의 동일하다.
바디는 슬리브 부분을 제외하면 모두 황동이며, 뚜껑에 구멍이 뚫려있는데 구형 모델은 뚜껑이 뚫려있지 않다.
준구형 모델의 경우 /0.5라고 로고가 적혀 있었으나 신형 모델과 구형 모델은 r⊙tring 600 / 0.5라고 전체 로고가 적혀 있다.

## 기능
무게가 24g에 달하는 무거운 샤프이다.

### 널링가공 그립
손에 잘 잡히는 널링가공 그립이 특징이다. 정교하게 손톱 줄 느낌의 미세 컷팅 처리가 되면서 그립감이 매우 우수하다. 또 메탈 재질로 고무그립 같은 패턴의 마모나 뭉개짐이 없다. 널링가공 그립이 있는 그립부는 원형으로 되어 있다.

### 정육각형의 바디
그립부 뒷쪽 바디는 정육각형의 인체공학적 황동 메탈 베럴이다. 이런 모양의 바디는 견고한 내구성을 제공하는 동시에 둥근 연필처럼 책상 위에서 구르는 성가신 일을 막아 준다. 이는 클립을 제거하려는 경우에 적합하다.

## 계승형
로트링답게 계승형이 있다. 로트링 600 뉴톤이나 로트링 600 골드가 대표적이다. 로트링 뉴톤 골드는 로트링 600 뉴톤의 도금형이다. 로트링 600 뉴톤시리즈와 로트링 600 골드는 모두 단종되었다. 로트링 600 뉴톤시리즈는 로렛가공을 하지 않은 치명적인 단점이 있다.

## 단점
무게가 무거운 편에 속해서 떨어뜨리면 선단의 촉(슬리브)이 훼손되기 쉽다. 이로 인해 샤프 펜슬이 파손되는 것이 부담된다면 B재질이 플라스틱이라서 가벼운 로트링 500을 사용하는게 좋다. 로트링 500의 정가는 1200엔으로 3000엔인 600의 반에 못 미친다. 인터넷에 선단만 따로 팔기도 하는데 가격이 제품의 정가의 절반보다 약간 싸다.
이러한 단점을 보완하고자 만들어진 로트링 600G는 촉 수납으로 선단을 보호할 수 있다. 단종된 후 로트링 800이라는 이름을 단 샤프펜슬이 추가되었고, 휴대폰 터치기능을 탑재한 800+도 추가되었다. 단, 600의 2배 정도의 가격과 촉 수납 기능으로 인한 유격이 존재하는 단점이 있다. 노크감 역시 별로 좋지 않다.

### 참고 문헌
1. ↑  “Best Mechanical Pencil [2020]” (미국 영어). 2020년 5월 14일에 확인함.

### 추가 설명
1. ↑  어린 아이가 삼킬 경우를 대비해서 통기성 노브를 채용했다.